# Wydział Mechaniczny Uniwersytetu Zielonogórskiego
Wydział Mechaniczny Uniwersytetu Zielonogórskiego powstał 1 września 2001 roku wraz z powołaniem Uniwersytetu Zielonogórskiego. Według Ministerstwa Nauki i Szkolnictwa Wyższego wydział posiada kategorię "B".

## Kierunki kształcenia
Dostępne kierunki:
- Bezpieczeństwo i Higiena Pracy (studia I i II stopnia)
- Inżynieria Bezpieczeństwa (studia I stopnia)
- Inżynieria Biomedyczna (studia I i II stopnia)
- Mechanika i Budowa Maszyn (studia I i II stopnia)
- Zarządzanie i Inżynieria Produkcji (studia I i II stopnia)

## Struktura organizacyjna

### Instytut Inżynierii Materiałowej i Biomedycznej
Dyrektor: dr hab. inż. Roman Stryjski
- Katedra Metalurgii i Inżynierii Materiałowej
- Katedra Inżynierii Biomedycznej
- Katedra Inżynierii Produkcji i Transportu
- Katedra Inżynierii Bezpieczeństwa

### Instytut Inżynierii Mechanicznej
Dyrektor: dr hab. inż. Justyna Patalas-Maliszewska
- Katedra Budowy Maszyn i Bezpieczeństwa
- Katedra Informatyki i Automatyzacji Produkcji
- Katedra Materiałoznawstwa, Technologii i Eksploatacji Maszyn
- Katedra Mechaniki i Projektowania Maszyn

## Władze Wydziału
W kadencji 2020–2024:
| Stanowisko                 | Imię i nazwisko               |
| -------------------------- | ----------------------------- |
| Dziekan                    | dr hab. inż. Władysław Papacz |
| Prodziekan ds. studenckich | dr inż. Piotr Gawłowicz       |